# Municipalité d'Otáez
Otáez est une des  39 municipalités de l'état de Durango au nourd-ouest du Mexique. Le chef-lieu est le village d'Otáez. Sa superficie est de 906,5 km².
En 2010, la municipalité a une population totale de 5 208 habitants contre 4 543 habitants en 2005.
La municipalité a 106 localités, aucune ne dépasse les 1 000 habitants.